# Pouzaroporia
Pouzaroporia is een geslacht van schimmels behorend tot de familie Meruliaceae. De typesoort is Pouzaroporia subrufa.